# Mater lectionis
Pour les articles homonymes, voir Mater.
Une mater lectionis (expression latine se traduisant par « mère de lecture ») est une semi-consonne d’un abjad, (alphabet hébreu, arabe, etc.) qui permet de noter une voyelle dans un système d'écriture défective, c'est-à-dire dans lequel les voyelles ne figurent pas dans le texte, qui est uniquement composé de consonnes.

## Contexte

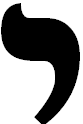
Semi-consonne Yod.

Les abjad des écritures sémitiques, sont des alphabets notant uniquement des consonnes. La lecture d’un texte est rendue difficile voire très difficile pour qui ne connaît pas bien la langue et/ou le contexte du texte, du fait de l'absence de voyelles. On se trouve en effet devant un écrit de ce genre, selon un exemple donné par Paul Auvray : « NTR PR Q ST X CX »; il s'agit ici du début de la prière chrétienne du Notre Père, qui se lit donc, pour qui connaît la langue française et la prière:  « notre père qui est aux cieux »; mais ses deux premiers mots (pour s'en tenir à eux) pourraient aussi bien se lire, selon le contexte, « nature apeurée, notaire opéré, entrée parée, entière purée ».

### La Bible hébraïque

Genèse 1:9 Et Dieu dit: « Que les eaux se rassemblent (...) ». En rouge, les voyelles des Massorètes.

Dans la Bible hébraïque, les versets peuvent être lus relativement facilement même sans voyelles par une personne ayant de bonnes connaissances de la Bible hébraïque et de l'hébreu[réf. nécessaire]. Néanmoins, lorsqu’il s’agit d’un quelconque autre texte, l’absence totale de voyelle peut rendre la lecture ardue. Or, il se trouve qu'à partir sans doute du IIe siècle de notre ère, l'hébreu cessa d'être parlé, ce qui entraîna une perte de maîtrise de la lecture. Pour pallier ce manque, des érudits juifs, les Massorètes, développèrent un système de signes diacritiques pour indiquer (entre autres signes) les voyelles, permettant ainsi de lire le texte sans erreur: c'est la massorah.

## Lesmatres lectionis

« Wikipédia » en hébreu (de droite à gauche). La 1re lettre est vav: il est ici consonne (wi). En 2e, 4e et 7e place, yod. Les deux premiers sont des matres lectionis pour rendre le son i (wiki). Le troisième est consonne: ya.

Cependant, on connaissait déjà dans la Bible — avant le texte des Massorètes — un certain nombre de lettres qui n'étaient présentes que pour faciliter la lecture: par exemple la lettre ה hé qui permet de savoir que le mot se termine par une syllabe ouverte (en général a, parfois o ou é). Les copistes utilisaient aussi des consonnes dites « faibles » ou semi-voyelles, qui peuvent être soit consonne soit voyelle. Ces lettres ont donc été ajoutées à certains mots du texte biblique pour indiquer les voyelles longues ā, ī et ū,. Elles font alors office de « matres lectionis », selon la dénomination introduite en 1537 par Agacio Guidacerio, un grammairien et hébraïsant chrétien du XVIe siècle.
Ainsi, par exemple, en hébreu les lettres vav ו et yod יsont utilisées pour représenter, respectivement, les voyelles « o » ou « ou » ainsi que « i » ou « é ». Ainsi, un mot comme שלום (« shalom ») contient un vav ו pour représenter le son « o » de SHaLOM. Si l'on utilise ces matres lectionis, on a alors une scriptio plena (hébreu: ktiv malé), c'est-à-dire « pleine » ou « complète », par opposition à la scriptio defectiva (hébreu: ktiv haser), c'est-à-dire « défective » ou « incomplète »,. D'une manière générale, les manuscrits bibliques qui ont été trouvés à Qumran révèlent un recours marqué à la scriptio plena.

### L'arabe et le Coran
On trouve aussi un système en partie similaire en arabe qui, lui aussi présente une écriture défective, bien qu'on ne parle pas là de matres lectionis. Les deux mêmes semi-consonnes, wāw et Yāʾ, qui sont tantôt des consonnes, tantôt des voyelles longues, auxquelles s'ajoutent la lettre alif, facilitent la lecture. Par ailleurs, l'arabe utilise un système de représentation des voyelles courtes, si bien que les textes peuvent être en écriture pleine ou courte.
D'une manière générale, tant en hébreu moderne qu'en arabe moderne, on n'indique pas les voyelles. En arabe, seuls le Coran, les recueils poétiques et souvent les livres pour enfants sont vocalisés, tout comme en hébreu la Bible ainsi que les livres pour enfants portent les voyelles.
Il faut encore ajouter que, si les semi-consonnes et alif sont des parties intégrantes d'un mot en arabe, les matres lectionis de l'hébreu peuvent être utilisées ou non. Cette langue a en effet connu des règles d'orthographe variables à propos de l'écriture pleine ou défective, avec ou sans voyelles, et l'Académie de la langue hébraïque les a validées, sans qu'il y ait de généralisation de l'écriture pleine pour les textes sans voyelle, ce qui ne va pas sans « une certaine incohérence graphique dans la pratique ».